# Фужина (Іванчна Гориця)
Фужина (словен. Fužina) — поселення в общині Іванчна Гориця, Осреднєсловенський регіон, Словенія. Висота над рівнем моря: 263,5 м.